# Partit Socialista de Macedònia
El Partit Socialista de Macedònia (macedònic Социјалистичка партија на Македонија, Socijalistička Partija na Makedonija, SPM) és un partit polític de Macedònia del Nord. fundat el 22 de setembre de 1990 com a successor de l'Aliança Socialista del Poble Treballador de Macedònia. El SPM es proclama que és un partit socialista democràtic. El SPM va formar part dels governs de coalició des del 1992 fins al 1998, dirigit per la Unió Socialdemòcrata de Macedònia. El primer líder del partit va ser Kiro Popovski i el seu líder actual és Ljubisav Ivanov - Dzingo.
A les eleccions legislatives macedònies de 2002 el partit va obtenir el 2,1% dels vots i 1 de 120 escons. Abans d'aquestes eleccions la SPM va trencar les seves relacions estretes amb la SDSM i es va negar a participar en el govern de coalició liderat per la SDSM. El desembre de 2003, el SPM va formar una coalició amb l'Alternativa Democràtica i amb la Unió Democràtica.
A l'eleccions legislatives macedònies de 2006 va formar part de la coalició encapçalada per VMRO-DPMNE, va augmentar el seu nombre d'escons 1 a 3 i va participar en el seu primer govern de coalició dirigit per Nikola Gruevski. A les eleccions legislatives macedònies de 2008 del partit va mantenir el seu nombre d'escons als 3 i actualment és el segon partit en el govern de coalició dirigit per la VMRO-DPMNE. En el govern del partit participa amb un ministre, Ljupco Dimovski, ministre d'agricultura, silvicultura i economia d'aigua i un viceministre de transport i comunicacions